# Município Mucaba
Município Mucaba är en kommun i Angola.   Den ligger i provinsen Uíge, i den nordvästra delen av landet, 280 km nordost om huvudstaden Luanda.
I omgivningarna runt Município Mucaba växer huvudsakligen savannskog. Runt Município Mucaba är det glesbefolkat, med 19 invånare per kvadratkilometer.